# Смиківка
Сми́ківка — село в Україні, у Житомирському районі Житомирської області. Входить до складу Старосілецької сільської громади. Населення становить 38 осіб.